# Tusothrips setiprivus
Tusothrips setiprivus là một loài côn trùng trong họ Thripidae. Loài này được Karny miêu tả khoa học đầu tiên năm 1926.
Đây là loài gây hại của cây Azadirachta excelsa, phát triển phổ biến ở Malaysia.